# Jukka Eskola

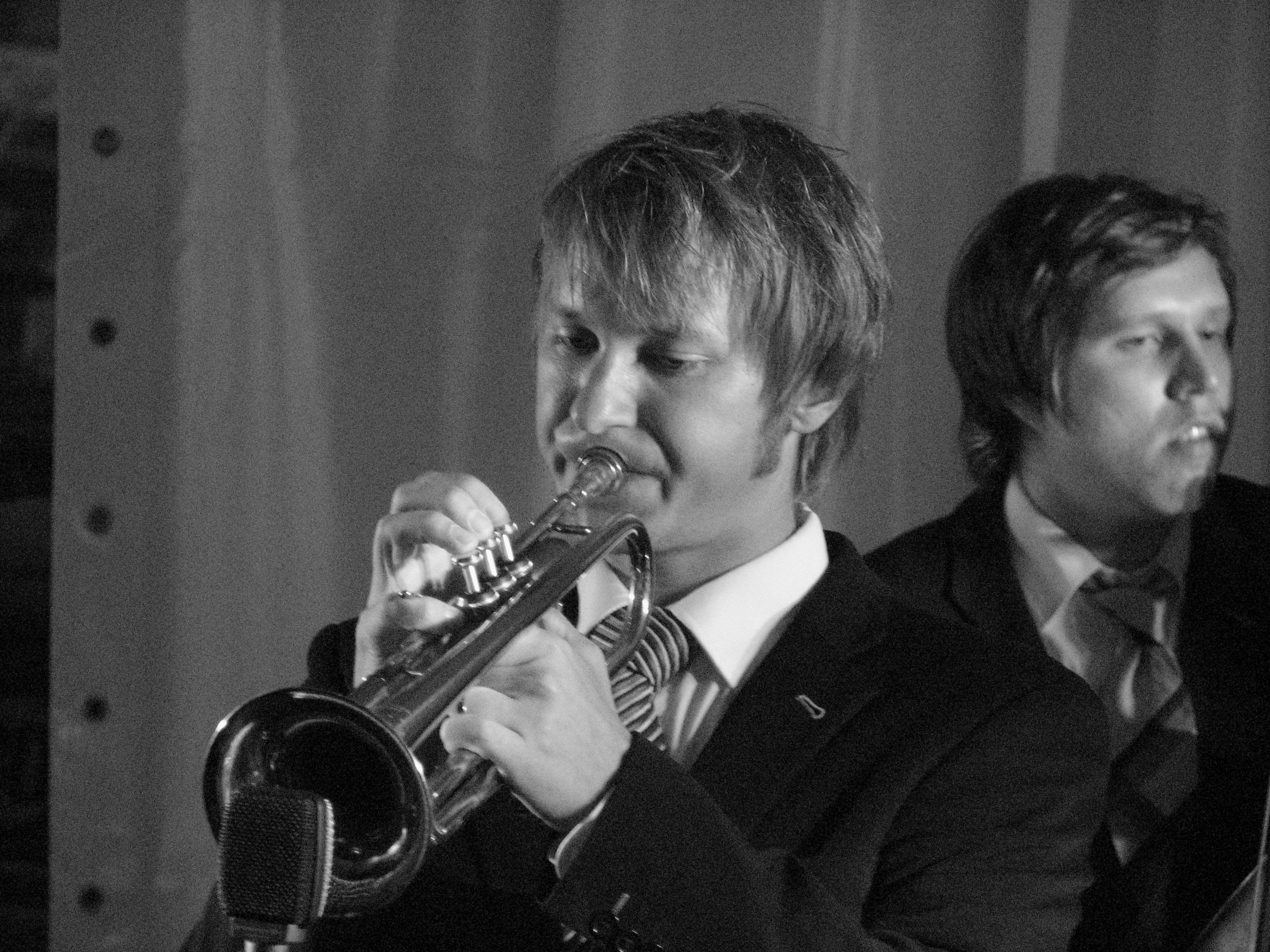
Jukka Eskola im Five Corners Quintet (2007)

Jukka Eskola (* 10. Juni 1978 in Espoo) ist ein finnischer Jazzmusiker (Trompete, Flügelhorn, Komposition).

## Leben und Wirken
Eskola wuchs in Kuopio auf und begann im Alter von neun Jahren Trompete zu lernen. Er wurde zunächst am Konservatorium von Kuopio ausgebildet. Seit 1998 studierte er am Helsinki Pop & Jazz Conservatoire und wechselte 2001 an die Sibelius-Akademie, um einen Master of Music zu erwerben.
Eskola, der sich in seinem Repertoire auf tanzbaren Groove Jazz konzentrierte, hat seit dem Ende des 20. Jahrhunderts mit zahlreichen Gruppen gespielt. 2000 nahm er erstmals an Projekten des Nuspirit Helsinki Kollektivs teil. Er war auch an vielen Remixen von Nuspirit Helsinki und vor allem den Studio- und Liveversionen der All-Star-Band The Five Corners Quintet beteiligt. Unter eigenem Namen hat er 2005 sein Debütalbum veröffentlicht, dem weitere Alben folgten. Auf Orquesta Bossa kombinierte er sein Jazzquintett mit einem Streichquartett. Mit seinem am Soul Jazz orientierten Jukka Eskola Soul Trio trat er 2018 beim Wettbewerb um den BMW Welt Jazz Award auf.
Eskola wurde 2006 mit dem Sony Jazz Award ausgezeichnet und 2007 bei Pori Jazz als „Musiker des Jahres“. Er ist auch auf Alben mit der Espoo Big Band, Jimi Tenor, dem Kerkko Koskinen Orchestra, LOVEband, Mikko Innanen 10+, Pentti Hietanen Jazz Ensemble, Ricky-Tick Big Band, TDJ Jazz Outfit, Teddy Rok Seven, Teddy’s West Coasters, The Five Corners Quintet, Toivon Kärki, Tonight at Noon und TUMO zu hören. Er komponierte und arrangierte auch Musik für Elastinen und Juha Tapio.

## Diskographische Hinweise
- Jukka Eskola (Free Agent Records 2005, mit Timo Lassy, Jukkis Uotila, Antti Lötjönen, Teppo Mäkynen)
- Walkover (Ricky-Tick Records 2009, mit Timo Lassy, Jukkis Uotila, Antti Lötjönen, Teppo Mäkynen)
- Jussi Lampela Nonet Featuring Jukka Eskola Lampela X Eskola (Ricky-Tick Records 2010)
- Orquesta Bossa (Schema 2013)[1]
- Soul Trio (Timmion Records 2017 mit Mikko Helevä, Teppo Mäkynen sowie Ville Herrala, Timo Lassy und Magnus Lindgren)[3]
- Steamy! (Timmion Records 2019 mit Mikko Helevä, Teppo Mäkynen)